# Fåglum-Brüder

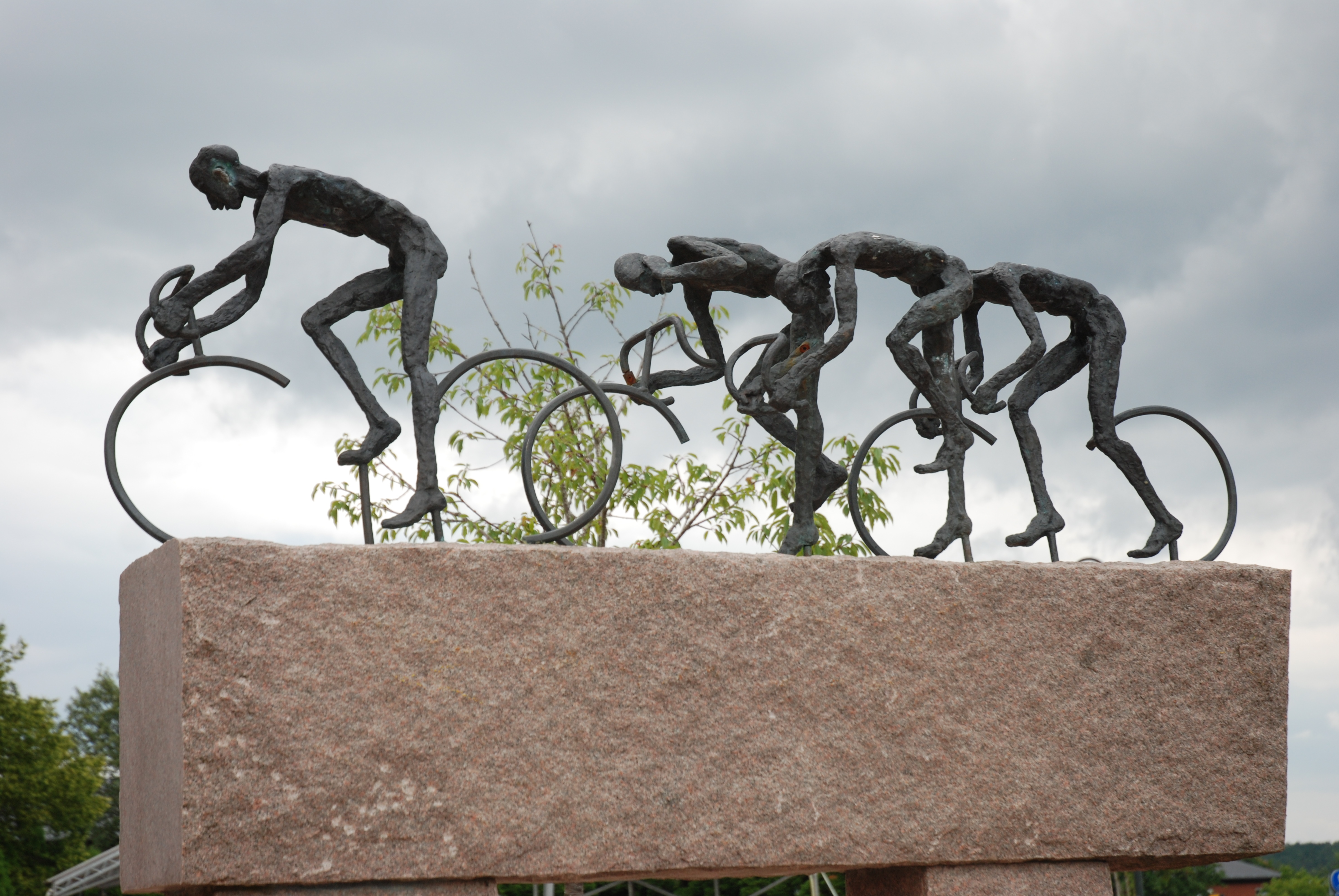
Dieses Denkmal in Vårgårda erinnert an die Fåglum-Brüder.

Die Fåglum-Brüder waren die schwedischen Radrennfahrer Gösta (* 1940), Sture (1942–1983), Erik (* 1944) und Tomas Pettersson (* 1947), die in den 1960er Jahren als Quartett das Mannschaftszeitfahren auf der Straße dominierten.

## Karrieren im Radsport
Benannt wurden die Brüder nach einem Ortsteil von Vårgårda, wo sie aufwuchsen und für den „Fåglums Cykelklubb“ starteten. 1963, 1964 und 1966 wurden Gösta, Sture und Erik Schwedische Meister im Mannschaftszeitfahren (es starteten Dreier-Mannschaften). Bei den Olympischen Sommerspielen 1964 in Tokio errangen die drei Brüder gemeinsam mit Sven Hamrin die Bronzemedaille im Mannschaftszeitfahren. 1967 wurden die vier Brüder erstmals gemeinsam Weltmeister im Mannschaftszeitfahren. Die Fachzeitschrift Radsport zeigte sich begeistert: „Die vier blonden Sportler werden gewiß als einmalige Erscheinung in die Geschichte [...] eingehen. Daß ein Brüderpaar sich zu einer solchen Kampfmannschaft entwickelte und erfolgreich nach dem Lorbeer zu greifen vermochte, war bisher noch nicht da und wird es wohl auch in Zukunft nicht mehr geben.“
Bei den Olympischen Spielen 1968 in Mexiko errangen die „Fåglum-Brüder“ Silber. Wenige Wochen später wurden drei von ihnen in Montevideo mit Josef Ripfel (anstelle von Sture) Dritte in der Mannschaftsverfolgung bei der Bahn-WM sowie erneut Weltmeister im Mannschaftszeitfahren auf der Straße mit allen vier „Fåglums“. 1969 wurde das Quartett ein drittes Mal Weltmeister im Mannschaftszeitfahren. Daneben errangen die Fåglum-Brüder zahlreiche weitere Mannschaftstitel in ihrem Heimatland sowie bei Skandinavischen Meisterschaften.
1970 wurden alle Brüder Profis im italienischen Radsportteam Ferretti; am erfolgreichsten war der älteste Bruder, Gösta, der bei der Tour de France 1970 den dritten Platz belegte und 1971 den Giro d’Italia gewann. Gemeinsam mit seinem Bruder Tomas gewann er 1970 zudem den Trofeo Baracchi.

## Ehrungen
Die Fåglum-Brüder wurden 1967 mit der „Svenska-Dagbladet-Goldmedaille“, der schwedischen Auszeichnung für die Sportler des Jahres, ausgezeichnet. In Vårgårda, wo sie zuletzt für den „Vårgårda Cykelklubb“ starteten, wurde zu ihren Ehren ein Denkmal auf dem Marktplatz errichtet sowie das Museum „Dessa fantastiska Fåglums“ eröffnet.

## Name und Familie
Außer Gösta nahmen die Brüder später den Nachnamen „Fåglum“ an, da der Name Pettersson in Schweden sehr häufig ist.
Bei den UCI-Straßen-Weltmeisterschaften 2011 wurde ein Enkel von Sture Pettersson, Marcus Fåglum Karlsson, Vierter im Einzelzeitfahren der Junioren. Auch dessen Vater Jan Karlsson war Radrennfahrer, startete bei den Olympischen Spielen 1988 und gewann Bronze im Mannschaftszeitfahren.